# Oskar Thule
Oskar Thule es un deportista danés que compite en vela en la clase Europe. Ganó dos medallas en el Campeonato Mundial de Europe, plata en 2024 y bronce en 2025.

## Palmarés internacional
| Campeonato Mundial | Campeonato Mundial | Campeonato Mundial | Campeonato Mundial |
| Año                | Lugar              | Medalla            | Clase              |
| ------------------ | ------------------ | ------------------ | ------------------ |
| 2024               | Hanko (Finlandia)  | Medalla de plata   | Europe             |
| 2025               | Torbole (Italia)   | Medalla de bronce  | Europe             |